# Municipio de Hardin (Illinois)
El municipio de Hardin (en inglés: Hardin Township) es un municipio ubicado en el condado de Pike en el estado estadounidense de Illinois. En el año 2010 tenía una población de 212 habitantes y una densidad poblacional de 2,19 personas por km².

## Geografía
El municipio de Hardin se encuentra ubicado en las coordenadas 39°31′41″N 90°44′48″O / 39.52806, -90.74667. Según la Oficina del Censo de los Estados Unidos, el municipio tiene una superficie total de 96.9 km², de la cual 96,83 km² corresponden a tierra firme y (0,07 %) 0,07 km² es agua.

## Demografía
Según el censo de 2010, había 212 personas residiendo en el municipio de Hardin. La densidad de población era de 2,19 hab./km². De los 212 habitantes, el municipio de Hardin estaba compuesto por el 97,64 % blancos, el 0,47 % eran amerindios y el 1,89 % eran de una mezcla de razas. Del total de la población el 0 % eran hispanos o latinos de cualquier raza.